# Mahlon Hamilton
Pour les articles homonymes, voir Hamilton.
Mahlon Hamilton est un acteur américain, né Mahlon Preston Hamilton Jr. le 15 juin 1880 à Baltimore (Maryland), mort le 20 juin 1960 à Los Angeles — Quartier de Woodland Hills (Californie).

## Biographie
Mahlon Hamilton débute au théâtre et joue notamment à Broadway (New York) dans quatre pièces, entre 1908 et 1914. La troisième en 1909 est Israël d'Henri Bernstein, aux côtés de Constance Collier.
Au cinéma, il contribue à quatre-vingt-dix huit films américains, dont près de soixante muets, le premier sorti en 1914. Mentionnons La Flamme éternelle de Maurice Tourneur (1917, avec Olga Petrova), Papa longues jambes de Marshall Neilan (1919, avec Mary Pickford), Peg de mon cœur de King Vidor (1922, avec Laurette Taylor et Russell Simpson), ou encore Le Droit d'aimer de John S. Robertson (son dernier film muet, 1929, avec Greta Garbo et Nils Asther).
Après le passage au parlant, Mahlon Hamilton apparaît le plus souvent dans des petits rôles non crédités (parfois comme second rôle de caractère), entre autres dans Anna Karénine de Clarence Brown (1935, avec Greta Garbo et Fredric March), Les Poupées du diable de Tod Browning (1936, avec Lionel Barrymore et Maureen O'Sullivan), et L'Île enchantée de Jack Conway (1947, avec Van Johnson et June Allyson). Il se retire après un ultime film sorti en 1950.

## Théâtre à Broadway (intégrale)
- 1908 : The Great Question de Frederick Paulding : rôle non spécifié
- 1908 : The Chaperon de Marion Fairfax : rôle non spécifié
- 1909 : Israël (Israel) d'Henri Bernstein, production de Charles Frohman : rôle non spécifié
- 1914 : When Claudia Smiles d'Anne Caldwell : Chester D. Hoffman

## Filmographie partielle

### Période du muet (1914-1929)

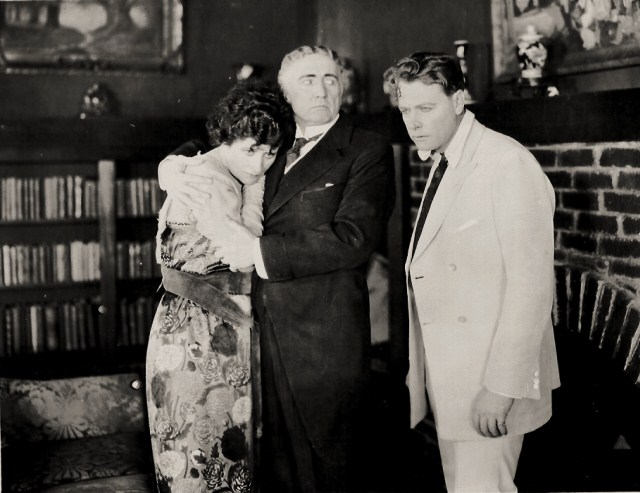
De g. à d. : Kitty Gordon, inconnu et Mahlon Hamilton, dans Playthings of Passion (1919)

- 1915 : The Heart of a Painted Woman d'Alice Guy : rôle non spécifié
- 1915 : The Final Judgment d'Edwin Carewe : Murray Campbell
- 1916 : The Eternal Question de Burton L. King : Raplh Courtland
- 1916 : Molly Make-Believe de J. Searle Dawley : Carl Stanton
- 1917 : La Flamme éternelle (The Undying Flame) de Maurice Tourneur : Le berger / Capitaine Harry Paget
- 1917 : The Waiting Soul de Burton L. King : Stuart Brinsley
- 1917 : The Law of the Land de Maurice Tourneur : Geoffrey Morton
- 1917 : The Silence Sellers de Burton L. King : Donald Loring
- 1917 : L'Exilée (Exile) de Maurice Tourneur : Richmond Harvey
- 1918 : The Danger Mark d'Hugh Ford : Duane Mallett
- 1918 : The Death Dance de J. Searle Dawley : Philip Standish
- 1919 : Playthings of Passion de Wallace Worsley : Henry Rowland
- 1919 : La Sacrifiée (Her Kingdom of Dreams) de Marshall Neilan : Fred Warren
- 1919 : In Old Kentucky (Lis sauvage) de Marshall Neilan
- 1920 : La Marque infâme (Half a Chance) de Robert Thornby : Burke
- 1920 : The Deadlier Sex de Robert Thornby : Harvey Judson
- 1920 : The Third Generation d'Henry Kolker : Alden Van Dusen
- 1920 : Earthbound de T. Hayes Hunter : Jim Rittenshaw
- 1921 : Under the Lash de Sam Wood : Robert Waring
- 1921 : Ladies Must Live de George Loane Tucker : Ralph Lincourt
- 1921 : That Girl Montana de Robert Thornby : Dan Overton
- 1921 : Greater Than Love de Fred Niblo : Bruce Wellington
- 1921 : La Coupable (I Am Guilty) de Jack Nelson : Robert MacNair
- 1922 : The Lane That Had No Turning de Victor Fleming : George Fournel
- 1922 : L'Émeraude fatale (The Green Temptation) de William Desmond Taylor : John Allenby
- 1922 : Peg de mon cœur (Peg o' My Heart) de King Vidor : Sir Gerald Adair
- 1922 : L'Amour qui tue (A Fool There Was) d'Emmett J. Flynn : Tom Morgan
- 1922 : Under Oath de George Archainbaud : Jim Powers
- 1922 : Paid Back d'Irving Cummings : David Hardy
- 1923 : Patricia (Little Old New York) de Sidney Olcott : Washington Irving
- 1923 : The Heart Raider de Wesley Ruggles : John Dennis
- 1923 : His Children's Children de Sam Wood : Larry Devereaux
- 1923 : Calvaire d'apôtre (The Christian) de Maurice Tourneur : Horatio Drake
- 1923 : The Midnight Guest de George Archainbaud : John Dryden
- 1924 : The Recoil de T. Hayes Hunter : Gordon Kent
- 1924 : Playthings of Desire de Burton L. King : Pierre du Charme
- 1925 : La Chance d'un joueur (The Wheel) de Victor Schertzinger : Edward Baker
- 1925 : Idaho (en) de Robert F. Hill : Boston Graham
- 1926 : Home Sweet Home de John Gorman : rôle non spécifié
- 1929 : Le Droit d'aimer (The Single Standard) de John S. Robertson : M. Glendenning

### Période du parlant (1929-1950)

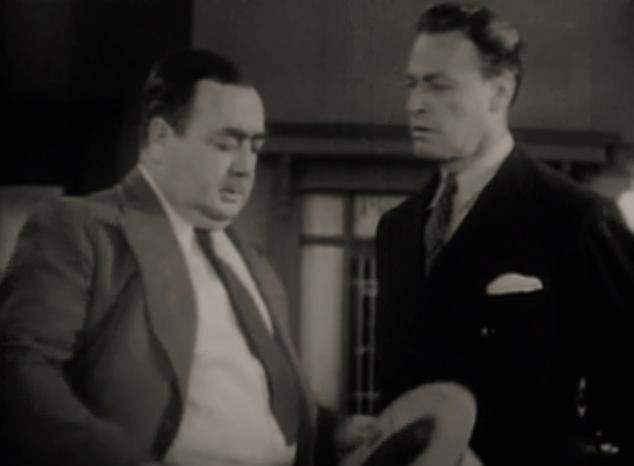
Avec Eugene Pallette (à g.), dans Strangers of the Evening (1932)

- 1929 : Honky Tonk de Lloyd Bacon : Jim Blake
- 1929 : Rich People d'Edward H. Griffith : Beverly Hayden
- 1930 : Code of Honor de J. P. McGowan : Jack Cardigan
- 1931 : Sporting Chance (en) d'Albert Herman : Buddy
- 1932 : The Western Limited de Christy Cabanne : Wilkes
- 1932 : Strangers of the Evening (en) d'H. Bruce Humberstone : Charles E. Frisbee
- 1934 : High School Girl de Crane Wilbur : Will Andrews
- 1935 : Mississippi de Wesley Ruggles et A. Edward Sutherland : un joueur
- 1935 : Anna Karénine (Anna Karenina) de Clarence Brown : un colonel
- 1936 : The Amazing Exploits of the Clutching Hand (en) d'Albert Herman (serial) : Montgomery
- 1936 : Les Poupées du diable (The Devil-Doll) de Tod Browning : un détective
- 1936 : The Boss Rider of Gun Creek de Lesley Selander : Red Vale
- 1937 : La Grande Ville (Big City) de Frank Borzage : un portier
- 1940 : The Ghost Comes Home de Wilhelm Thiele
- 1941 : Folie douce (Love Crazy) de Jack Conway : un invité de la fête
- 1944 : Madame Parkington (Mrs. Parkington) de Tay Garnett : un musicien au bal
- 1947 : L'Île enchantée (High Barbaree) de Jack Conway : Ned Flynn
- 1948 : L'Enjeu (State of the Union) de Frank Capra : un homme d'affaires
- 1949 : Entrons dans la danse (The Barkleys of Broadway) de Charles Walters : un concierge